# Luke Jordan
Lynchburg Luke, mieux connu sous le nom de Luke Jordan, (28 janvier 1892 – 25 juin 1952) était un chanteur et guitariste de blues et américain, originaire de Virginie-Occidentale, premier musicien noir à avoir enregistré en tant que professionnel[réf. nécessaire].

## Carrière
Né dans le Comté d'Appomattox, il commence sa carrière professionnelle à l'âge de 35 ans, découvert par le label Victor Records tandis qu'il jouait dans les rues de à Lynchburg. Grâce à ce contrat, il enregistre de nombreuses chansons dans un studio de Charlotte en 1927 : ses chansons se sont vendues assez bien pour que Luke Jordan se voie offrir un voyage pour deux sessions supplémentaires à New York en 1929 ; peu de ses enregistrements ont été préservés de manière intacte. Il mourut à Lynchburg en juin 1952 puis en 2005 par Steve Howell, chanteur originaire de Las Vegas, dans l'état du Nevada. Il fut une des influences du jeu de guitare de Dick Justice, qui reprit Cocaine Blues. Luke Jordan est mort à l'âge de 60ans, à Lynchburg.

## Discographie
La liste complète des chansons enregistrées est connue :
Enregistrement du mardi 16 août 1927 à Charlotte
39819-1. "Church Bells Blues." Victor unissued
39819-2. "Church Bells Blues." Vi 21076
39820-1. "Pick Poor Robin Clean." (jamais paru, enregistré pour Victor Records)
39820-2. "Pick Poor Robin Clean." Vi 20957
39821-2. "Cocaine Blues." Vi 21076
39822-1. "Traveling Coon." Vi 20957
Enregistrement du lundi 18 novembre 1929 à  New York
57703-1. "My Gal's Done Quit Me." Vi V38564
57704-3. "Won't You Be Kind?" Vi V38564
Enregistrement du mardi 19 novembre 1929 à  New York
57705- . "If I Call You Mama." Vi 23400
57706-2. "Look Up, Look Down." Victor unissued
57707- . "Tom Brown Sits in His Prison Cell." Vi 23400
57708-2. "That's A Plenty." (jamais paru, enregistré pour Victor Records)

## Liens Externes
- Discographie illustrée de Luke Jordan
- Luke Jordan